# 赫格斯多夫 (塞格贝格县)
赫格斯多夫（德語：Högersdorf）是德国石勒苏益格－荷尔斯泰因州的一个市镇。总面积4.94平方公里，总人口394人，其中男性204人，女性190人（2011年12月31日），人口密度80人/平方公里。